# 心灵史
《心灵史》，为中国大陆回族作家张承志撰写的一部关于伊斯兰教分支哲合忍耶的历史小说，其于1991年出版发行。本收一共七门，勾勒哲合忍耶回民的一半故事。目的是呼唤，呼唤着四十万哲合忍耶人民的子弟和年轻的一代。这里含有人、做人、人的境遇、人的心灵世界和包围人的社会、人性和人道。这里有一片会使你感动的、人的光辉。 。被认为是当代文坛少见的“寻找精神价值，向世俗挑战的旗帜” 。

## 介绍
1984年，作者张承志到西北考察，被大雪困在黄土高原。期间其倾听当地村民讲述了该事，于是决心写一部书，即该书的由来。该书讲述伊斯兰教分支哲合忍耶与清政府的战争，坚持信仰及风俗。和大多数歌颂或描述英雄和伟人的作品比，概述则着重于群众和贫民，以描述人们追求信仰和心灵的不舍，作者也表示中国文学作品更需要真诚而正义的文学。

## 书籍目录
第一门  红色绿旗

第二门  真实的隐没

第三门  流放

第四门  新世纪

第五门  牺牲之美

第六门  被侮辱的

第七门  叩开现代的大门

## 评价
《心灵史》是一部反映回族历史、生活和精神理想的作品， 描述了一群用自己的生命义无反顾地捍卫自己心灵自由的伊斯兰哲合忍耶教徒两百年间牺牲和流放写就的历史 。张承志震惊于黄土高原恶劣艰难的生存环境，他们为内心的信仰和人道所付出的惨重牺牲。《心灵史》被称为“人道主义绝唱”。
请参见相关历史条目同治陕甘回变。